# Taibon Agordino
Taibon Agordino – miejscowość i gmina we Włoszech, w regionie Wenecja Euganejska, w prowincji Belluno.
Według danych na styczeń 2009 gminę zamieszkiwało 1795 osób przy gęstości zaludnienia 19,9 os./1 km².